# Hrobka Kinských (Lešná)
Hrobka Kinských je pohřebiště sloupské a lešenské větve šlechtického rodu Kinských na Starém hřbitově v Lešné v okrese Vsetín. Soubor šesti náhrobků majitelů zámku Lešná a jejich rodinných příslušníků se nachází vedle novorománské hřbitovní kaple sv. Kříže, která byla postavena v letech 1892–1893. Pohřby probíhaly v letech 1891–1939.

## Historie
August Leopold Kinský z Vchynic a Tetova (1817–1891) koupil statek a zámek Lešná v roce 1887. Posledním soukromým majitelem Lešné byl Bedřich Adolf (1885–1956), major wehrmachtu, který byl po druhé světové válce odsunut do Rakouska. Jeho majetek byl na základě Benešových dekretů v roce 1945 zkonfiskován.
Pohřebiště se nachází na východní straně hřbitova přibližně 150 metrů od zámku. Hroby jsou zakryty masívními obdélnými deskami, na kterých jsou vyryty základní informace o zemřelých a erby.

## Seznam pohřbených

### Chronologicky podle data úmrtí
V tabulce jsou uvedeny základní informace o pohřbených. Fialově jsou vyznačeni příslušníci rodu Kinských, žlutě jsou vyznačeny manželky přivdané do rodiny. Červeně jsou zvýrazněni majitelé statku Lešná. Generace jsou počítány od Jana Dlaska Vchynského († 1521). U manželek je generace v závorce a týká se generace manžela.
| Po-řadí | Gene-race | Jméno pohřbeného                                                  | Datum a místo narození             | Otec | Datum a místo sňatku, choť                                           | Pohřeb a uložení do hrobky               | Poznámky |
| Po-řadí | Gene-race | Jméno pohřbeného                                                  | Datum a místo úmrtí                | Matka                                                                                                   | Datum a místo sňatku, choť                                           | Pohřeb a uložení do hrobky               | Poznámky |
| ------- | --------- | ----------------------------------------------------------------- | ---------------------------------- | --- | -------------------------------------------------------------------- | ---------------------------------------- | --- |
| 1.      | 11.       | August Leopold Kinský z Vchynic a Tetova (ze sloupské větve)      | 25. 6. 1817 Chlumec nad Cidlinou   | Karel Kinský z Vchynic a Tetova 28. 7. 1766 Chlumec nad Cidlinou – 4. 9. / 10. 10. 1831 Sloup v Čechách | 16. 9. 1848 Vídeň: Bedřiška Dubská z Třebomyslic (č. 2)              |                                          | C. k. komoří (1862) a rytmistr ve výslužbě. Majitel statku Lešná (od roku 1887). Spolu se synem nechal v 90. letech 19. století přestavět tamější zámek v klasicistním slohu. |
| 1.      | 11.       | August Leopold Kinský z Vchynic a Tetova (ze sloupské větve)      | 18. 4. 1891 Lešná                  | Alžběta z Thun-Hohensteinu 5. 5. 1791 – 29. 11. 1867 / 24. 11. 1876                                     | 16. 9. 1848 Vídeň: Bedřiška Dubská z Třebomyslic (č. 2)              |                                          | C. k. komoří (1862) a rytmistr ve výslužbě. Majitel statku Lešná (od roku 1887). Spolu se synem nechal v 90. letech 19. století přestavět tamější zámek v klasicistním slohu. |
| 2.      | (11.)     | Bedřiška (Friederike) Dubská z Třebomyslic (ze zdislavické větve) | 25. 7. 1829 Vídeň                  | František Dubský z Třebomyslic 24. 2. 1784 Petrovaradín – 13. 3. 1873 Vídeň                             | 16. 9. 1848 Vídeň: August Leopold Kinský z Vchynic a Tetova (č. 1)   |                                          | Dáma Řádu hvězdového kříže (1866). Narodily se jí následující děti: - 1. August František (1849–1941) - 2. Alžběta (Elisabeth) Leopoldina, provd. Dubská z Třebomyslic (1855–1942; pohřbena v hrobce Dubských v Lysicích) - 3. Maria Anna (1857–1922; č. 4) - 4. Filip Arnošt (1861–1939; č. 6) |
| 2.      | (11.)     | Bedřiška (Friederike) Dubská z Třebomyslic (ze zdislavické větve) | 29. 12. 1895 Praha                 | Marie-Rosalie z Vockelu 14. 8. 1801 Zdislavice – 2. 10. 1830 Vídeň                                      | 16. 9. 1848 Vídeň: August Leopold Kinský z Vchynic a Tetova (č. 1)   |                                          | Dáma Řádu hvězdového kříže (1866). Narodily se jí následující děti: - 1. August František (1849–1941) - 2. Alžběta (Elisabeth) Leopoldina, provd. Dubská z Třebomyslic (1855–1942; pohřbena v hrobce Dubských v Lysicích) - 3. Maria Anna (1857–1922; č. 4) - 4. Filip Arnošt (1861–1939; č. 6) |
| 3.      | 14.       | Filip František Kinský z Vchynic a Tetova                         | 15. 5. 1914 Žovkva (Żółkiew)       | Bedřich Adolf Kinský z Vchynic a Tetova 5. 10. 1885 Spálov (u Fulneku) – 5. 2. 1956 Vídeň               |                                                                      |                                          | |
| 3.      | 14.       | Filip František Kinský z Vchynic a Tetova                         | 28. nebo 29. 6. 1914 Vídeň         | Markéta Dubská z Třebomyslic (ze starší hraběcí – lysické větve) 5. 5. 1885 Lysice – 12. 4. 1968 Vídeň  |                                                                      |                                          | |
| 4.      | 12.       | Maria Anna (Marianne) Kinská                                      | 26. 7. 1857 Sloup v Čechách        | August Leopold Kinský z Vchynic a Tetova (č. 1)                                                         |                                                                      |                                          | |
| 4.      | 12.       | Maria Anna (Marianne) Kinská                                      | 23. 7. 1922 Vídeň nebo 23. 6. 1920 | Bedřiška Dubská z Třebomyslic (č. 2)                                                                    |                                                                      |                                          | |
| 5.      | (12.)     | Marie Dubská z Třebomyslic (ze zdislavické větve)                 | 26. 10. 1864 Vídeň                 | Adolf Dubský z Třebomyslic 6. 3. 1833 Vídeň – 2. 8. 1911 Vídeň                                          | 1. 9. 1884 Zdislavice: Filip Arnošt Kinský z Vchynic a Tetova (č. 6) |                                          | Majitelka statku Morkovice. Narodily se jí následující děti: - 1. Bedřich Adolf (Friedrich Adolf; 1885–1956; pohřben na hřbitově v Hafnerbachu) - 2. Tereza Marie (Therese Marie), provd. von Spiegelfeld (1888–1955; pohřbena na hřbitově ve Scheibbsu)                                        |
| 5.      | (12.)     | Marie Dubská z Třebomyslic (ze zdislavické větve)                 | 17. 4. 1926 Brno                   | Sophie ze Stockau 31. 1. 1834 Napajedla – 17. 1. 1877 Vídeň                                             | 1. 9. 1884 Zdislavice: Filip Arnošt Kinský z Vchynic a Tetova (č. 6) |                                          | Majitelka statku Morkovice. Narodily se jí následující děti: - 1. Bedřich Adolf (Friedrich Adolf; 1885–1956; pohřben na hřbitově v Hafnerbachu) - 2. Tereza Marie (Therese Marie), provd. von Spiegelfeld (1888–1955; pohřbena na hřbitově ve Scheibbsu)                                        |
| 6.      | 12.       | Filip Arnošt (Philipp Ernst) Kinský z Vchynic a Tetova            | 31. 5. 1861 Sloup v Čechách        | August Leopold Kinský z Vchynic a Tetova (č. 1)                                                         | 1. 9. 1884 Zdislavice: Marie Dubská z Třebomyslic (č. 5)             | Pohřben 11. 4. 1939 na hřbitově v Lešné. | Zakladatel lešenské větve Kinských. C. k. komoří (1886) a rytmistr v záloze, poslanec Moravského zemského sněmu (1894–1918), komtur Řádu Františka Josefa (1911). Majitel statků Lešná a Morkovice. Zemřel ve věku 77 let nachřipku (influenza) a ochrnutí srdce.                               |
| 6.      | 12.       | Filip Arnošt (Philipp Ernst) Kinský z Vchynic a Tetova            | 8. 4. 1939 Morkovice               | Bedřiška Dubská z Třebomyslic (č. 2)                                                                    | 1. 9. 1884 Zdislavice: Marie Dubská z Třebomyslic (č. 5)             | Pohřben 11. 4. 1939 na hřbitově v Lešné. | Zakladatel lešenské větve Kinských. C. k. komoří (1886) a rytmistr v záloze, poslanec Moravského zemského sněmu (1894–1918), komtur Řádu Františka Josefa (1911). Majitel statků Lešná a Morkovice. Zemřel ve věku 77 let nachřipku (influenza) a ochrnutí srdce.                               |

### Příbuzenské vztahy pohřbených
Následující schéma znázorňuje příbuzenské vztahy. Červeně orámovaní byli pohřbeni v hrobce, arabské číslice odpovídají pořadí úmrtí podle předchozí tabulky. Modře je vyznačen poslední soukromý majitel Lešné Friedrich Adolf Kinský (1885–1956). Vzhledem k účelu schématu se nejedná o kompletní rodokmen.
|                                   |                                   |                                   |                                   |                                   |                                   |  |  |                                               |                                               |                                               |                                               |                                               |                                               |  |  |                                                 |                                                 |                                                 |                                                 | Karel Kinský 1766–1831 SLOUPSKÁ VĚTEV           | Karel Kinský 1766–1831 SLOUPSKÁ VĚTEV           | Karel Kinský 1766–1831 SLOUPSKÁ VĚTEV | Karel Kinský 1766–1831 SLOUPSKÁ VĚTEV | Karel Kinský 1766–1831 SLOUPSKÁ VĚTEV         | Karel Kinský 1766–1831 SLOUPSKÁ VĚTEV         |                                               |                                               | Alžběta z Thun-Hohensteinu 1791–1867/1876     | Alžběta z Thun-Hohensteinu 1791–1867/1876     | Alžběta z Thun-Hohensteinu 1791–1867/1876 | Alžběta z Thun-Hohensteinu 1791–1867/1876 | Alžběta z Thun-Hohensteinu 1791–1867/1876 | Alžběta z Thun-Hohensteinu 1791–1867/1876 |                                    |                                    |                                      |                                      |                                      |                                      |                                                 |                                                 |                                                 |                                                 |                                                 |                                                 |                                |                                |                                                   |                                                   |                                                   |                                                   |                                                   |                                                   |  |  |                                  |                                  |                                  |                                  |                                  |                                  |  |  |                                        |                                        |                                        |                                        |                                        |                                        |
|                                   |                                   |                                   |                                   |                                   |                                   |  |  |                                               |                                               |                                               |                                               |                                               |                                               |  |  |                                                 |                                                 |                                                 |                                                 | Karel Kinský 1766–1831 SLOUPSKÁ VĚTEV           | Karel Kinský 1766–1831 SLOUPSKÁ VĚTEV           | Karel Kinský 1766–1831 SLOUPSKÁ VĚTEV | Karel Kinský 1766–1831 SLOUPSKÁ VĚTEV | Karel Kinský 1766–1831 SLOUPSKÁ VĚTEV         | Karel Kinský 1766–1831 SLOUPSKÁ VĚTEV         |                                               |                                               | Alžběta z Thun-Hohensteinu 1791–1867/1876     | Alžběta z Thun-Hohensteinu 1791–1867/1876     | Alžběta z Thun-Hohensteinu 1791–1867/1876 | Alžběta z Thun-Hohensteinu 1791–1867/1876 | Alžběta z Thun-Hohensteinu 1791–1867/1876 | Alžběta z Thun-Hohensteinu 1791–1867/1876 |                                    |                                    |                                      |                                      |                                      |                                      |                                                 |                                                 |                                                 |                                                 |                                                 |                                                 |                                |                                |                                                   |                                                   |                                                   |                                                   |                                                   |                                                   |  |  |                                  |                                  |                                  |                                  |                                  |                                  |  |  |                                        |                                        |                                        |                                        |                                        |                                        |
|                                   |                                   |                                   |                                   |                                   |                                   |  |  |                                               |                                               |                                               |                                               |                                               |                                               |  |  |                                                 |                                                 |                                                 |                                                 |                                                 |                                                 |                                       |                                       |                                               |                                               |                                               |                                               |                                               |                                               |                                           |                                           |                                           |                                           |                                    |                                    |                                      |                                      |                                      |                                      |                                                 |                                                 |                                                 |                                                 |                                                 |                                                 |                                |                                |                                                   |                                                   |                                                   |                                                   |                                                   |                                                   |  |  |                                  |                                  |                                  |                                  |                                  |                                  |  |  |                                        |                                        |                                        |                                        |                                        |                                        |
|                                   |                                   |                                   |                                   |                                   |                                   |  |  |                                               |                                               |                                               |                                               |                                               |                                               |  |  |                                                 |                                                 |                                                 |                                                 |                                                 |                                                 |                                       |                                       |                                               |                                               |                                               |                                               |                                               |                                               |                                           |                                           |                                           |                                           |                                    |                                    |                                      |                                      |                                      |                                      |                                                 |                                                 |                                                 |                                                 |                                                 |                                                 |                                |                                |                                                   |                                                   |                                                   |                                                   |                                                   |                                                   |  |  |                                  |                                  |                                  |                                  |                                  |                                  |  |  |                                        |                                        |                                        |                                        |                                        |                                        |
| Filipína Kinská 1811–1890         | Filipína Kinská 1811–1890         | Filipína Kinská 1811–1890         | Filipína Kinská 1811–1890         | Filipína Kinská 1811–1890         | Filipína Kinská 1811–1890         |  |  | Karel Kinský 1813–1856                        | Karel Kinský 1813–1856                        | Karel Kinský 1813–1856                        | Karel Kinský 1813–1856                        | Karel Kinský 1813–1856                        | Karel Kinský 1813–1856                        |  |  | Antonie Kinská 1815–1835                        | Antonie Kinská 1815–1835                        | Antonie Kinská 1815–1835                        | Antonie Kinská 1815–1835                        | Antonie Kinská 1815–1835                        | Antonie Kinská 1815–1835                        |                                       |                                       | Josef z Lobkowicz 1803–1875                   | Josef z Lobkowicz 1803–1875                   | Josef z Lobkowicz 1803–1875                   | Josef z Lobkowicz 1803–1875                   | Josef z Lobkowicz 1803–1875                   | Josef z Lobkowicz 1803–1875                   |                                           |                                           | 1. August Leopold Kinský 1817–1891        | 1. August Leopold Kinský 1817–1891        | 1. August Leopold Kinský 1817–1891 | 1. August Leopold Kinský 1817–1891 | 1. August Leopold Kinský 1817–1891   | 1. August Leopold Kinský 1817–1891   |                                      |                                      | 2. Bedřiška Dubská z Třebomyslic 1829–1895      | 2. Bedřiška Dubská z Třebomyslic 1829–1895      | 2. Bedřiška Dubská z Třebomyslic 1829–1895      | 2. Bedřiška Dubská z Třebomyslic 1829–1895      | 2. Bedřiška Dubská z Třebomyslic 1829–1895      | 2. Bedřiška Dubská z Třebomyslic 1829–1895      |                                |                                |                                                   |                                                   |                                                   |                                                   |                                                   |                                                   |  |  |                                  |                                  |                                  |                                  |                                  |                                  |  |  |                                        |                                        |                                        |                                        |                                        |                                        |
| Filipína Kinská 1811–1890         | Filipína Kinská 1811–1890         | Filipína Kinská 1811–1890         | Filipína Kinská 1811–1890         | Filipína Kinská 1811–1890         | Filipína Kinská 1811–1890         |  |  | Karel Kinský 1813–1856                        | Karel Kinský 1813–1856                        | Karel Kinský 1813–1856                        | Karel Kinský 1813–1856                        | Karel Kinský 1813–1856                        | Karel Kinský 1813–1856                        |  |  | Antonie Kinská 1815–1835                        | Antonie Kinská 1815–1835                        | Antonie Kinská 1815–1835                        | Antonie Kinská 1815–1835                        | Antonie Kinská 1815–1835                        | Antonie Kinská 1815–1835                        |                                       |                                       | Josef z Lobkowicz 1803–1875                   | Josef z Lobkowicz 1803–1875                   | Josef z Lobkowicz 1803–1875                   | Josef z Lobkowicz 1803–1875                   | Josef z Lobkowicz 1803–1875                   | Josef z Lobkowicz 1803–1875                   |                                           |                                           | 1. August Leopold Kinský 1817–1891        | 1. August Leopold Kinský 1817–1891        | 1. August Leopold Kinský 1817–1891 | 1. August Leopold Kinský 1817–1891 | 1. August Leopold Kinský 1817–1891   | 1. August Leopold Kinský 1817–1891   |                                      |                                      | 2. Bedřiška Dubská z Třebomyslic 1829–1895      | 2. Bedřiška Dubská z Třebomyslic 1829–1895      | 2. Bedřiška Dubská z Třebomyslic 1829–1895      | 2. Bedřiška Dubská z Třebomyslic 1829–1895      | 2. Bedřiška Dubská z Třebomyslic 1829–1895      | 2. Bedřiška Dubská z Třebomyslic 1829–1895      |                                |                                |                                                   |                                                   |                                                   |                                                   |                                                   |                                                   |  |  |                                  |                                  |                                  |                                  |                                  |                                  |  |  |                                        |                                        |                                        |                                        |                                        |                                        |
|                                   |                                   |                                   |                                   |                                   |                                   |  |  |                                               |                                               |                                               |                                               |                                               |                                               |  |  |                                                 |                                                 |                                                 |                                                 |                                                 |                                                 |                                       |                                       |                                               |                                               |                                               |                                               |                                               |                                               |                                           |                                           |                                           |                                           |                                    |                                    |                                      |                                      |                                      |                                      |                                                 |                                                 |                                                 |                                                 |                                                 |                                                 |                                |                                |                                                   |                                                   |                                                   |                                                   |                                                   |                                                   |  |  |                                  |                                  |                                  |                                  |                                  |                                  |  |  |                                        |                                        |                                        |                                        |                                        |                                        |
|                                   |                                   |                                   |                                   |                                   |                                   |  |  |                                               |                                               |                                               |                                               |                                               |                                               |  |  |                                                 |                                                 |                                                 |                                                 |                                                 |                                                 |                                       |                                       |                                               |                                               |                                               |                                               |                                               |                                               |                                           |                                           |                                           |                                           |                                    |                                    |                                      |                                      |                                      |                                      |                                                 |                                                 |                                                 |                                                 |                                                 |                                                 |                                |                                |                                                   |                                                   |                                                   |                                                   |                                                   |                                                   |  |  |                                  |                                  |                                  |                                  |                                  |                                  |  |  |                                        |                                        |                                        |                                        |                                        |                                        |
| August František Kinský 1849–1941 | August František Kinský 1849–1941 | August František Kinský 1849–1941 | August František Kinský 1849–1941 | August František Kinský 1849–1941 | August František Kinský 1849–1941 |  |  | Františka z Hartigu 1859–1939                 | Františka z Hartigu 1859–1939                 | Františka z Hartigu 1859–1939                 | Františka z Hartigu 1859–1939                 | Františka z Hartigu 1859–1939                 | Františka z Hartigu 1859–1939                 |  |  | Alžběta (Elisabeth) Leopoldina Kinská 1855–1942 | Alžběta (Elisabeth) Leopoldina Kinská 1855–1942 | Alžběta (Elisabeth) Leopoldina Kinská 1855–1942 | Alžběta (Elisabeth) Leopoldina Kinská 1855–1942 | Alžběta (Elisabeth) Leopoldina Kinská 1855–1942 | Alžběta (Elisabeth) Leopoldina Kinská 1855–1942 |                                       |                                       | Quido Bohuslav Dubský z Třebomyslic 1835–1907 | Quido Bohuslav Dubský z Třebomyslic 1835–1907 | Quido Bohuslav Dubský z Třebomyslic 1835–1907 | Quido Bohuslav Dubský z Třebomyslic 1835–1907 | Quido Bohuslav Dubský z Třebomyslic 1835–1907 | Quido Bohuslav Dubský z Třebomyslic 1835–1907 |                                           |                                           | 4. Marie Anna Kinská 1857–1922            | 4. Marie Anna Kinská 1857–1922            | 4. Marie Anna Kinská 1857–1922     | 4. Marie Anna Kinská 1857–1922     | 4. Marie Anna Kinská 1857–1922       | 4. Marie Anna Kinská 1857–1922       |                                      |                                      | 6. Filip Arnošt Kinský 1861–1939 LEŠENSKÁ VĚTEV | 6. Filip Arnošt Kinský 1861–1939 LEŠENSKÁ VĚTEV | 6. Filip Arnošt Kinský 1861–1939 LEŠENSKÁ VĚTEV | 6. Filip Arnošt Kinský 1861–1939 LEŠENSKÁ VĚTEV | 6. Filip Arnošt Kinský 1861–1939 LEŠENSKÁ VĚTEV | 6. Filip Arnošt Kinský 1861–1939 LEŠENSKÁ VĚTEV |                                |                                | 5. Marie Dubská z Třebomyslic 1868–1919           | 5. Marie Dubská z Třebomyslic 1868–1919           | 5. Marie Dubská z Třebomyslic 1868–1919           | 5. Marie Dubská z Třebomyslic 1868–1919           | 5. Marie Dubská z Třebomyslic 1868–1919           | 5. Marie Dubská z Třebomyslic 1868–1919           |  |  |                                  |                                  |                                  |                                  |                                  |                                  |  |  |                                        |                                        |                                        |                                        |                                        |                                        |
| August František Kinský 1849–1941 | August František Kinský 1849–1941 | August František Kinský 1849–1941 | August František Kinský 1849–1941 | August František Kinský 1849–1941 | August František Kinský 1849–1941 |  |  | Františka z Hartigu 1859–1939                 | Františka z Hartigu 1859–1939                 | Františka z Hartigu 1859–1939                 | Františka z Hartigu 1859–1939                 | Františka z Hartigu 1859–1939                 | Františka z Hartigu 1859–1939                 |  |  | Alžběta (Elisabeth) Leopoldina Kinská 1855–1942 | Alžběta (Elisabeth) Leopoldina Kinská 1855–1942 | Alžběta (Elisabeth) Leopoldina Kinská 1855–1942 | Alžběta (Elisabeth) Leopoldina Kinská 1855–1942 | Alžběta (Elisabeth) Leopoldina Kinská 1855–1942 | Alžběta (Elisabeth) Leopoldina Kinská 1855–1942 |                                       |                                       | Quido Bohuslav Dubský z Třebomyslic 1835–1907 | Quido Bohuslav Dubský z Třebomyslic 1835–1907 | Quido Bohuslav Dubský z Třebomyslic 1835–1907 | Quido Bohuslav Dubský z Třebomyslic 1835–1907 | Quido Bohuslav Dubský z Třebomyslic 1835–1907 | Quido Bohuslav Dubský z Třebomyslic 1835–1907 |                                           |                                           | 4. Marie Anna Kinská 1857–1922            | 4. Marie Anna Kinská 1857–1922            | 4. Marie Anna Kinská 1857–1922     | 4. Marie Anna Kinská 1857–1922     | 4. Marie Anna Kinská 1857–1922       | 4. Marie Anna Kinská 1857–1922       |                                      |                                      | 6. Filip Arnošt Kinský 1861–1939 LEŠENSKÁ VĚTEV | 6. Filip Arnošt Kinský 1861–1939 LEŠENSKÁ VĚTEV | 6. Filip Arnošt Kinský 1861–1939 LEŠENSKÁ VĚTEV | 6. Filip Arnošt Kinský 1861–1939 LEŠENSKÁ VĚTEV | 6. Filip Arnošt Kinský 1861–1939 LEŠENSKÁ VĚTEV | 6. Filip Arnošt Kinský 1861–1939 LEŠENSKÁ VĚTEV |                                |                                | 5. Marie Dubská z Třebomyslic 1868–1919           | 5. Marie Dubská z Třebomyslic 1868–1919           | 5. Marie Dubská z Třebomyslic 1868–1919           | 5. Marie Dubská z Třebomyslic 1868–1919           | 5. Marie Dubská z Třebomyslic 1868–1919           | 5. Marie Dubská z Třebomyslic 1868–1919           |  |  |                                  |                                  |                                  |                                  |                                  |                                  |  |  |                                        |                                        |                                        |                                        |                                        |                                        |
|                                   |                                   |                                   |                                   |                                   |                                   |  |  |                                               |                                               |                                               |                                               |                                               |                                               |  |  |                                                 |                                                 |                                                 |                                                 |                                                 |                                                 |                                       |                                       |                                               |                                               |                                               |                                               |                                               |                                               |                                           |                                           |                                           |                                           |                                    |                                    |                                      |                                      |                                      |                                      |                                                 |                                                 |                                                 |                                                 |                                                 |                                                 |                                |                                |                                                   |                                                   |                                                   |                                                   |                                                   |                                                   |  |  |                                  |                                  |                                  |                                  |                                  |                                  |  |  |                                        |                                        |                                        |                                        |                                        |                                        |
|                                   |                                   |                                   |                                   |                                   |                                   |  |  |                                               |                                               |                                               |                                               |                                               |                                               |  |  |                                                 |                                                 |                                                 |                                                 |                                                 |                                                 |                                       |                                       |                                               |                                               |                                               |                                               |                                               |                                               |                                           |                                           |                                           |                                           |                                    |                                    |                                      |                                      |                                      |                                      |                                                 |                                                 |                                                 |                                                 |                                                 |                                                 |                                |                                |                                                   |                                                   |                                                   |                                                   |                                                   |                                                   |  |  |                                  |                                  |                                  |                                  |                                  |                                  |  |  |                                        |                                        |                                        |                                        |                                        |                                        |
|                                   |                                   |                                   |                                   |                                   |                                   |  |  |                                               |                                               |                                               |                                               |                                               |                                               |  |  | Friedrich Adolf Kinský 1885–1956                | Friedrich Adolf Kinský 1885–1956                | Friedrich Adolf Kinský 1885–1956                | Friedrich Adolf Kinský 1885–1956                | Friedrich Adolf Kinský 1885–1956                | Friedrich Adolf Kinský 1885–1956                |                                       |                                       | Margareta Dubská z Třebomyslic 1885–1968      | Margareta Dubská z Třebomyslic 1885–1968      | Margareta Dubská z Třebomyslic 1885–1968      | Margareta Dubská z Třebomyslic 1885–1968      | Margareta Dubská z Třebomyslic 1885–1968      | Margareta Dubská z Třebomyslic 1885–1968      |                                           |                                           |                                           |                                           |                                    |                                    | Karl Alois von Spiegelfeld 1880–1964 | Karl Alois von Spiegelfeld 1880–1964 | Karl Alois von Spiegelfeld 1880–1964 | Karl Alois von Spiegelfeld 1880–1964 | Karl Alois von Spiegelfeld 1880–1964            | Karl Alois von Spiegelfeld 1880–1964            |                                                 |                                                 | Therese Marie Kinská 1888–1955                  | Therese Marie Kinská 1888–1955                  | Therese Marie Kinská 1888–1955 | Therese Marie Kinská 1888–1955 | Therese Marie Kinská 1888–1955                    | Therese Marie Kinská 1888–1955                    |                                                   |                                                   |                                                   |                                                   |  |  |                                  |                                  |                                  |                                  |                                  |                                  |  |  |                                        |                                        |                                        |                                        |                                        |                                        |
|                                   |                                   |                                   |                                   |                                   |                                   |  |  |                                               |                                               |                                               |                                               |                                               |                                               |  |  | Friedrich Adolf Kinský 1885–1956                | Friedrich Adolf Kinský 1885–1956                | Friedrich Adolf Kinský 1885–1956                | Friedrich Adolf Kinský 1885–1956                | Friedrich Adolf Kinský 1885–1956                | Friedrich Adolf Kinský 1885–1956                |                                       |                                       | Margareta Dubská z Třebomyslic 1885–1968      | Margareta Dubská z Třebomyslic 1885–1968      | Margareta Dubská z Třebomyslic 1885–1968      | Margareta Dubská z Třebomyslic 1885–1968      | Margareta Dubská z Třebomyslic 1885–1968      | Margareta Dubská z Třebomyslic 1885–1968      |                                           |                                           |                                           |                                           |                                    |                                    | Karl Alois von Spiegelfeld 1880–1964 | Karl Alois von Spiegelfeld 1880–1964 | Karl Alois von Spiegelfeld 1880–1964 | Karl Alois von Spiegelfeld 1880–1964 | Karl Alois von Spiegelfeld 1880–1964            | Karl Alois von Spiegelfeld 1880–1964            |                                                 |                                                 | Therese Marie Kinská 1888–1955                  | Therese Marie Kinská 1888–1955                  | Therese Marie Kinská 1888–1955 | Therese Marie Kinská 1888–1955 | Therese Marie Kinská 1888–1955                    | Therese Marie Kinská 1888–1955                    |                                                   |                                                   |                                                   |                                                   |  |  |                                  |                                  |                                  |                                  |                                  |                                  |  |  |                                        |                                        |                                        |                                        |                                        |                                        |
|                                   |                                   |                                   |                                   |                                   |                                   |  |  |                                               |                                               |                                               |                                               |                                               |                                               |  |  |                                                 |                                                 |                                                 |                                                 |                                                 |                                                 |                                       |                                       |                                               |                                               |                                               |                                               |                                               |                                               |                                           |                                           |                                           |                                           |                                    |                                    |                                      |                                      |                                      |                                      |                                                 |                                                 |                                                 |                                                 |                                                 |                                                 |                                |                                |                                                   |                                                   |                                                   |                                                   |                                                   |                                                   |  |  |                                  |                                  |                                  |                                  |                                  |                                  |  |  |                                        |                                        |                                        |                                        |                                        |                                        |
|                                   |                                   |                                   |                                   |                                   |                                   |  |  |                                               |                                               |                                               |                                               |                                               |                                               |  |  |                                                 |                                                 |                                                 |                                                 |                                                 |                                                 |                                       |                                       |                                               |                                               |                                               |                                               |                                               |                                               |                                           |                                           |                                           |                                           |                                    |                                    |                                      |                                      |                                      |                                      |                                                 |                                                 |                                                 |                                                 |                                                 |                                                 |                                |                                |                                                   |                                                   |                                                   |                                                   |                                                   |                                                   |  |  |                                  |                                  |                                  |                                  |                                  |                                  |  |  |                                        |                                        |                                        |                                        |                                        |                                        |
| Marie Margarete Kinská 1912–1994  | Marie Margarete Kinská 1912–1994  | Marie Margarete Kinská 1912–1994  | Marie Margarete Kinská 1912–1994  | Marie Margarete Kinská 1912–1994  | Marie Margarete Kinská 1912–1994  |  |  | Leopold IV. Podstatzky-Lichtenstein 1903–1979 | Leopold IV. Podstatzky-Lichtenstein 1903–1979 | Leopold IV. Podstatzky-Lichtenstein 1903–1979 | Leopold IV. Podstatzky-Lichtenstein 1903–1979 | Leopold IV. Podstatzky-Lichtenstein 1903–1979 | Leopold IV. Podstatzky-Lichtenstein 1903–1979 |  |  | 3. Filip František Kinský */† 1914              | 3. Filip František Kinský */† 1914              | 3. Filip František Kinský */† 1914              | 3. Filip František Kinský */† 1914              | 3. Filip František Kinský */† 1914              | 3. Filip František Kinský */† 1914              |                                       |                                       | Friedrich Adolf Kinský 1915–1984              | Friedrich Adolf Kinský 1915–1984              | Friedrich Adolf Kinský 1915–1984              | Friedrich Adolf Kinský 1915–1984              | Friedrich Adolf Kinský 1915–1984              | Friedrich Adolf Kinský 1915–1984              |                                           |                                           | Peter Albrecht Kinský 1921–1945           | Peter Albrecht Kinský 1921–1945           | Peter Albrecht Kinský 1921–1945    | Peter Albrecht Kinský 1921–1945    | Peter Albrecht Kinský 1921–1945      | Peter Albrecht Kinský 1921–1945      |                                      |                                      | Christian Leopold Kinský 1924–2011              | Christian Leopold Kinský 1924–2011              | Christian Leopold Kinský 1924–2011              | Christian Leopold Kinský 1924–2011              | Christian Leopold Kinský 1924–2011              | Christian Leopold Kinský 1924–2011              |                                |                                | Josephine Marie van der Straten-Ponthoz 1921–2020 | Josephine Marie van der Straten-Ponthoz 1921–2020 | Josephine Marie van der Straten-Ponthoz 1921–2020 | Josephine Marie van der Straten-Ponthoz 1921–2020 | Josephine Marie van der Straten-Ponthoz 1921–2020 | Josephine Marie van der Straten-Ponthoz 1921–2020 |  |  | Marie Elisabeth Kinská 1928–2015 | Marie Elisabeth Kinská 1928–2015 | Marie Elisabeth Kinská 1928–2015 | Marie Elisabeth Kinská 1928–2015 | Marie Elisabeth Kinská 1928–2015 | Marie Elisabeth Kinská 1928–2015 |  |  | Gottfried von Stepski-Doliwa 1915–1989 | Gottfried von Stepski-Doliwa 1915–1989 | Gottfried von Stepski-Doliwa 1915–1989 | Gottfried von Stepski-Doliwa 1915–1989 | Gottfried von Stepski-Doliwa 1915–1989 | Gottfried von Stepski-Doliwa 1915–1989 |
| Marie Margarete Kinská 1912–1994  | Marie Margarete Kinská 1912–1994  | Marie Margarete Kinská 1912–1994  | Marie Margarete Kinská 1912–1994  | Marie Margarete Kinská 1912–1994  | Marie Margarete Kinská 1912–1994  |  |  | Leopold IV. Podstatzky-Lichtenstein 1903–1979 | Leopold IV. Podstatzky-Lichtenstein 1903–1979 | Leopold IV. Podstatzky-Lichtenstein 1903–1979 | Leopold IV. Podstatzky-Lichtenstein 1903–1979 | Leopold IV. Podstatzky-Lichtenstein 1903–1979 | Leopold IV. Podstatzky-Lichtenstein 1903–1979 |  |  | 3. Filip František Kinský */† 1914              | 3. Filip František Kinský */† 1914              | 3. Filip František Kinský */† 1914              | 3. Filip František Kinský */† 1914              | 3. Filip František Kinský */† 1914              | 3. Filip František Kinský */† 1914              |                                       |                                       | Friedrich Adolf Kinský 1915–1984              | Friedrich Adolf Kinský 1915–1984              | Friedrich Adolf Kinský 1915–1984              | Friedrich Adolf Kinský 1915–1984              | Friedrich Adolf Kinský 1915–1984              | Friedrich Adolf Kinský 1915–1984              |                                           |                                           | Peter Albrecht Kinský 1921–1945           | Peter Albrecht Kinský 1921–1945           | Peter Albrecht Kinský 1921–1945    | Peter Albrecht Kinský 1921–1945    | Peter Albrecht Kinský 1921–1945      | Peter Albrecht Kinský 1921–1945      |                                      |                                      | Christian Leopold Kinský 1924–2011              | Christian Leopold Kinský 1924–2011              | Christian Leopold Kinský 1924–2011              | Christian Leopold Kinský 1924–2011              | Christian Leopold Kinský 1924–2011              | Christian Leopold Kinský 1924–2011              |                                |                                | Josephine Marie van der Straten-Ponthoz 1921–2020 | Josephine Marie van der Straten-Ponthoz 1921–2020 | Josephine Marie van der Straten-Ponthoz 1921–2020 | Josephine Marie van der Straten-Ponthoz 1921–2020 | Josephine Marie van der Straten-Ponthoz 1921–2020 | Josephine Marie van der Straten-Ponthoz 1921–2020 |  |  | Marie Elisabeth Kinská 1928–2015 | Marie Elisabeth Kinská 1928–2015 | Marie Elisabeth Kinská 1928–2015 | Marie Elisabeth Kinská 1928–2015 | Marie Elisabeth Kinská 1928–2015 | Marie Elisabeth Kinská 1928–2015 |  |  | Gottfried von Stepski-Doliwa 1915–1989 | Gottfried von Stepski-Doliwa 1915–1989 | Gottfried von Stepski-Doliwa 1915–1989 | Gottfried von Stepski-Doliwa 1915–1989 | Gottfried von Stepski-Doliwa 1915–1989 | Gottfried von Stepski-Doliwa 1915–1989 |